# Paracuaria tridentata
Paracuaria tridentata is een rondwormensoort uit de familie van de Acuariidae. De wetenschappelijke naam van de soort is voor het eerst geldig gepubliceerd in 1877 door Linstow.